# Thamnotettix struthiola
Thamnotettix struthiola är en insektsart som beskrevs av Timothy M. Cogan 1916. Thamnotettix struthiola ingår i släktet Thamnotettix och familjen dvärgstritar. Inga underarter finns listade i Catalogue of Life.